# نسخه‌های خطی صنعا

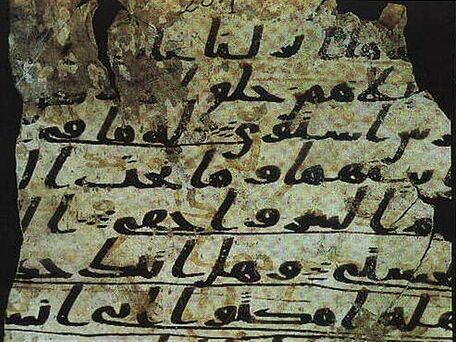
قرآن صنعا بر روی پوست

مجموعه دست‌نوشته‌های صنعا اشاره به نسخه‌های زیادی از قرآن‌های متعلق به چهار سدهٔ نخست اسلام است که در «مسجد جامع صنعاء» کشف شده‌اند. در واقع آنچه کشف شد قرآن‌های کامل نبوده بلکه دوازده‌هزار برگه از جنس پوست بوده که متعلق به حدود هزار قرآن هستند به‌علاوه مقدار زیادی ورق‌های کاغذی. اما هیچ‌یک از قرآن‌های پوستی کامل نیستند و از برخی فقط یک یا چند ورقه باقی‌مانده است. قرآن‌های یافته‌شده عمدتاً از چهار سدهٔ نخست اسلام هستند. از آن‌ها بیست‌ودو قرآن به خط حجازی نوشته شده‌اند که بیشتر آن‌ها از سدهٔ نخست اسلام هستند. قرآن‌های متعدد دیگری به خط کوفی اند. یکی از نسخه‌های قرآن (DAM 01-27.1) دارای دو لایه نوشته است: متن روئین با قرآن امروزی یکی است در حالی که متن زیرین حاوی گونه‌های متفاوتی از متن استاندارد قرآن است.
این دست‌نوشته‌ها در ۲۹ ژوئیهٔ ۲۰۲۲ میلادی، رقمی شدند و در دسترس همگان قرارگرفتند.

## دیرینگی DAM 01-27.1
آزمایش‌های رادیوکربن نشان‌می‌دهند که دست‌نوشتهٔ DAM 01-27.1، در نتیجه متن زیرین، با دقت ۶۵ درصد بین سال‌های ۶۱۴ تا ۶۵۶ میلادی و با دقت ۹۵ درصد بین ۵۷۸ و ۶۶۹ میلادی (۴۹ هجری) نوشته‌شده است. فرانسوآ دِرُش، استاد «تاریخِ قرآن» و متخصص دست‌نوشته‌های قرآنی در فرانسه می‌گوید که آزمون کربنِ چهارده گرایش به قدیمی نشان دادن تاریخ‌ها دارد و بر اساس این آزمایش در حال حاضر بعضی نسخ قرآنی تاریخی کهن‌تر از تولدِ محمد دارند. گیوم دی بر اساس تحقیق‌هایی که بر روی متن انجام داده، بر این نظر است که متنِ زیرینِ این دست‌نوشته به احتمال بسیار محتمل در ثلثِ آخرِ سدهٔ هفتم میلادی در دوران مروانیان نوشته شده است. برای سِلَر، پژوهشگر متون قرآنی، متن زیرین از لحاظ نگارش متعلق به مصحف‌های اواخر سدهٔ هفتم میلادی است، و متن رویین متعلق به سدهٔ هشتم میلادی.

## کشف و ارزیابی
در سال ۱۹۷۲، گروهی از کارگران در ضمن بازسازی دیوار یک اتاق زیر شیروانی در «مسجد جامع صنعا» در یمن با انبوهی از دست‌نوشته‌های قدیمی مواجه شدند. آن‌ها متوجه نشدند که چه چیزی را پیدا کرده‌بودند و همه دست‌نوشته‌ها را در کیسه‌های سیب‌زمینی قرار داده و در پله یکی از مناره‌های مسجد گذاشتند. قاضی اسماعیل الاکوا، که در آن زمان رئیس امور عتیقهٔ یمن بود، متوجه اهمیت دست‌نوشته‌ها شد. الاکوا خواستار کمک بین‌المللی برای آزمایش و حفاظت از دست‌نوشته‌ها شد و در سال ۱۹۷۹ موفق شد نظر یک محقق بازدیدکنندهٔ آلمانی را جلب کند و این محقق توانست دولت آلمان غربی را متقاعد کند که برای مرمت این دست‌نوشته‌ها پروژه‌ای را آغاز کند.
تکه دست‌نوشته‌ها حاوی مطالب قرآنی و غیرقرآنی هستند. مهم‌تر از همه دست‌نوشته‌ای است (DAM 01-27.1) که دارای دو لایه نوشته است که هر دو قرآنی‌اند: نوشتهٔ بالایی تقریباً با قرآن امروزی یکی است (به جز تفاوت در اعراب) ولی نوشتهٔ زیرین تفاوت‌های قابل‌ملاحظه‌ای با قرآن فعلی دارد. به عنوان مثال در سورهٔ بقره آیهٔ ۸۷ متن زیرین به‌صورت «و قفیا علی آثاره» در حالی که متن استاندارد به صورت «وَقَفَّیْنَا مِن بَعْدِهِ» است. این‌گونه تفاوت‌ها مشابه تفاوت‌هایی هستند که در تاریخ مابین مصحف ابن مسعود و مصحف ابی بن کعب و قرآن امروزی نقل شده‌اند. مع‌ذلک، تفاوت‌ها در دست‌نوشته‌های صنعا بیشتر هستند و دست‌نوشته شامل «با تقریب سرانگشتی شاید نسبت به مصحف ابن مسعود بیست‌وپنج برابر بیشتر تفاوت‌اند.
متن زیرین دست‌نوشتهٔ پاک‌شده و متن روئین بر روی آن نوشته شده است ولی به دلیل باقی‌ماندن فلزات جوهر استفاده‌شده، متن دوباره به رنگ قهوه‌ای روشن دیده می‌شود. از نظر بهنامِ صادقی، چند دلیل برای پاک‌کردن متن زیرین ممکن است وجود داشته‌باشد: ممکن است برخی از صفحات نسخهٔ قدیمی از بین رفته و نیاز به نوشتن دوبارهٔ متن بود و برای این منظور از پوست‌های در دسترس استفاده شده است. همچنین در زمان یکی‌کردن متون قرآنی توسط عثمان، ممکن است متن زیرین منقضی گشته، در نتیجه پاک و با متن مصحف عثمان جایگزین شده است. نظریهٔ دوم با آزمون کربن ۱۴ سازگارتر است که احتمال نوشته‌شدن متن پیش از یکی‌کردن مصحف‌های قرآنی توسط عثمان بالاست: کاغذهای پوستی (و بنابراین متن زیرین) به احتمال ۷۵٪ قدیمی‌تر از ۶۵۰ بعد از میلاد و ۹۵٪ قدیمی‌تر از ۶۶۹ پس از میلاد هستند. در برابر این نظریهٔ دوم، گیوم دی به گرایش آزمون کُربن به قدیمی نشان دادن پوسته‌ها در نمونه‌های دیگر، تعیین نشدنِ معیارهای مشخص در موردِ آزمایش کربن بر روی متون قرآنی، و موارد دیگر اشاره می‌کند و با تحقیق‌های انجام‌شده می‌گوید که به احتمال بسیار محتمل نسخهٔ زیرین در ثلثِ آخرِ سدهٔ هفتم میلادی در دوران مروانیان نوشته شده است. گیوم دی مانند بسیاری از محققان اخیر، بر اهمیت عبد الملک بن مروان در شکل‌گیری قرآن اشاره می‌کند.
محمدعلی امیر معزی می‌گوید که جدای از تغییرات املایی و فرهنگ‌نویسی، در ۲۲ درصد از ۹۶۲ قطعهٔ مطالعه‌شده، ترتیبِ سوره‌های کاملاً متفاوتی با نسخهٔ رسمی وجود دارد؛ همچنین بُرِش آیات متفاوتی نیز وجود دارد. از نظر او، ترتیب سوره‌های موجود، این دست‌نوشته را بیشتر به مصحف ابن مسعود و مصحف ابی بن کعب نزدیک می‌کند؛ دو مصحفی که نزدِ خاندانِ علی (شیعیان نخستین) محبوب بودند.

## مشخصات دست‌نوشته‌ها
یکی از نسخه‌های خطی دارای دو لایه متن می‌باشد. هردو به خط حجازی نوشته‌شده‌اند متن اولیه پاک شده تا بتوان کاغذ پوستی را دوباره مصرف کرد. از این قرآن حدود ۸۰ برگ شناخته‌شده‌اند: ۳۶ برگ در دارالمخطوطات یمن، ۴ برگ در کلکسیون‌های شخصی (پس از حراج‌شدن در خارج از یمن) و ۴۰ برگ در کتابخانهٔ شرقی مسجد جامع صنعا. بسیاری از برگ‌ها در دارالمخطوطات از نظر فیزیکی ناقص‌اند (شاید به دلیل آسیب) در حالی که برگ‌هایی که در کلکسیون‌های شخصی و کتابخانه شرقی اند همه کامل‌اند. این ۸۰ برگ تقریباً نصف قرآن را در برمی‌گیرند. متن زیرین برگ‌های موجود در کتابخانهٔ شرقی هنوز مطالعه نشده‌اند ولی برگ‌های موجود در دارالمخطوطات و آنهایی که حراج شدند مورد بررسی قرار گرفته‌اند. محقق آلمانی، الیزابت پوئین (از دانشگاه سارلند)، که شوهرش مدیر محلی پروژهٔ مرمت بود، متن زیرین شش برگ و یک سمت برگی دیگر را رونویسی کرده و در چهار مقالهٔ پیاپی منتشر نمود. در سال ۲۰۱۲، بهنام صادقی، استاد مطالعات اسلامی در دانشگاه استنفورد، بررسی مفصلی از چهار برگِ حراج‌شده را منتشر کرده و انواع آن‌ها را با روش‌های بررسی متون تاریخی تحلیل کرد. در سال ۲۰۱۲، بهنام صادقی و محسن گودرزی مقالهٔ مفصلی شامل متن زیرینِ کامل تمام برگ‌ها در دارالمخطوطات و آنهایی که حراج شده‌اند به همراه تحلیل آن‌ها منتشر نمودند.

## مقایسه با قرائت مشهورِ قرآن
به عنوان نمونه جدول زیر حاوی آیه ۴۴ و ابتدای آیهٔ ۴۵ از سورهٔ مائده بر اساس متن زیرین نسخهٔ خطی صنعاء (منتشرشده در مقالهٔ صادقی و گودرزی) و متن قرائت مشهورِ حفص از عاصم است.
| علائم خوانا در متن زیرین مصحف صنعاء                                                                              | بازسازی و نقطه‌گذاری متن زیرین                                           | قرائت مشهورِ حفص از عاصم                                            |
| (و) ا/ /ل[ٮا] ال[ٮو] ر ٮـ (ه) {} ٯٮـ(ها) //(و) ر (و) [ه] (د) [ی]                                                 | و انزلنا التورٮٰه فیها نور و هدی                                         | اِنَّا أَنْزَلْنَا التَّوْراةَ فیها هُدیً وَ نُورٌ                                  |
| [ڡٮحـ]کم [ٮـ] (ها ا) لا (ٮـ)ٮٮا (ا) لد[ٮں] ا/ /ا                                                                 | فـیحکم بها الانبیا الذین اسلموا                                         | یَحْکُمُ بِهَا النَّبِیُّونَ الَّذینَ أَسْلَمُوا                                      |
| و الد[ٮـ](ں) هد (وا) ٮحکـ[م]و (ں) ٮـ[م]ا اٮرل الل (ه) ڡٮـه/ /                                                    | والذین هٰدوا یحکمون بما انزل الله فیها                                   | لِلَّذینَ هادُوا                                                        |
| {} ٮحکـ[م] ٮها (ا) ل (ر) / /و ﮞ و ا لا// [ٮـم]ا ا سٮـحڡـط (و) ا م[ﮟ] ک[ٮٮ] {} لل (ه) / / کا ٮو (ا عل)//(ﻪ) سهد ا | و یحکم بها الربٰنیون و الاحبٰر بما استحفظوا من کتٰب الله و کانوا علیه شهدا | وَ الرَّبَّانِیُّونَ وَ الْأَحْبارُ بِمَا اسْتُحْفِظُوا مِنْ کِتابِ اللَّهِ وَ کانُوا عَلَیْهِ شُهَداءَ |
| ٯلا ٮحسو هم و (ا ح)[سو] / / {} و لا ٮـ (س)ٮـ// [و ا] ٮا ٮٮٮی ٮـمٮـ (ا) ٯلٮلا                                     | فلا تخشوهم و اخشون و لا تشتروا بایٰتی ثمنا قلیلا                         | فَلا تَخْشَوُا النَّاسَ وَ اخْشَوْنِ وَ لاتَشْتَرُوا بِآیاتی ثَمَناً قَلیلاً               |
| و مں لم ٮحکم [ٮـم]/ / اٮر (ل) ا ل (ل) ه (ڡـ) ا و لٮک هم ا لک(ڡـ)[ر] و ﮞ                                          | و من لم یحکم بما انزل الله فاولئک هم الکٰفرون                            | وَ مَنْ لَمْ یَحْکُمْ بِما أَنْزَلَ اللَّهُ فَأُولئِکَ هُمُ الْکافِرُونَ                      |
| و) / /ٮٮٮا (ع) لی ٮـ(ٮـ) ی اسر ٮل ٯٮها                                                                           | و کتبنا علی بنی اسرئل فیها                                              | وَ کَتَبْنا عَلَیْـهِمْ فیها                                                |